# مدل تحرک
مدل‌های تحرک حرکات کاربران تلفن همراه را با توجه به مکان، سرعت و جهت آنها در یک دوره زمانی مشخص می‌کند. این مدل‌ها نقشی حیاتی در طراحی شبکه‌های Ad Hoc موبایل (MANET) دارند. بیشتر اوقات شبیه‌سازها در آزمایش ویژگی‌های شبکه‌های موقت تلفن همراه نقش مؤثر و مهمی دارند. شبیه‌سازهایی مانند (NS و QualNet و غیره) به کاربران اجازه می‌دهند مدل‌های تحرک را انتخاب کنند زیرا این مدل‌ها نشان دهنده حرکت گره‌ها یا کاربران است. همان‌طور که گره‌های متحرک در جهات مختلف حرکت می‌کنند، توصیف حرکات آنها در مقابل مدل‌های استاندارد ضروری می‌شود. مدل‌های تحرک ارائه شده در ادبیات دارای درجات مختلفی از واقع گرایی هستند، از الگوهای تصادفی تا الگوهای واقع گرایانه؛ بنابراین این مدل‌ها هنگام آزمایش پروتکل‌های شبکه‌های موقت تلفن همراه به‌طور قابل توجهی کمک می‌کنند.

## زمینه و اصطلاحات
مطالعه شبکه‌های بزرگ و پیچیده با آزمایش روی شبیه‌ساز و نه مطالعات تحلیلی امکان‌پذیر است. شکل نسبتاً جدیدی از شبکه‌ها مانند شبکه‌های Ad Hoc موبایل (MANET) و شبکه‌های شبکه ای موقت (VANET) و غیره با گره‌هایی مشخص می‌شوند که ماهیتی مستقل و پویا دارند؛ بنابراین گرفتن حرکات آن‌ها بسیار ضروری است تا نتایج شبیه‌سازی مربوطه به واقعیت نزدیکتر شوند. مدل‌های تحرک اساساً به عنوان مدل‌های واقع گرایانه تصادفی، جزئی، ترکیبی و ردیابی طبقه‌بندی می‌شوند.
- مدلهای تصادفی مبتنی بر حرکات تصادفی هستند و گره‌ها آزادانه در هر جهتی حرکت می‌کنند. به عنوان مثال می‌توان به مدل Random waypoint و Random walk اشاره کرد.
- مدل‌های دقیق برای سناریوهای خاص طراحی شده‌اند. این می‌تواند شامل جلسات، سناریوهای کتابخانه و کلاس باشد. به عنوان مثال ایستگاه بین راهی تصادفی خیابان (STRAW)
- مدلهای ترکیبی سعی در ایجاد تعادل بین واقع گرایی (مدلهای تفصیلی) و آزادی حرکات (مدلهای تصادفی) دارند. به عنوان مثال می‌توان به مدل تحرک گروه مرجع، مدل تحرک منهتن و مدل تحرک آزادراه اشاره کرد.
- مدل‌های ردیابی واقعی شامل مجموعه ای از حرکات کاربران واقع بین بر اساس سناریوهای خاص هستند. مثال شامل CRAWDAD است.

## مدل‌های تحرک
برای مدل سازی تحرک، می‌توان رفتار یا فعالیت حرکت کاربر را با استفاده از هر دو مدل تحلیلی و شبیه‌سازی توصیف کرد. ورودی مدل تحرک تحلیلی، ساده‌سازی فرضیات مربوط به رفتارهای حرکتی کاربران است. چنین مدل‌هایی می‌توانند پارامترهای عملکرد را برای موارد ساده از طریق محاسبات ریاضی فراهم کنند. در مقابل، مدل‌های شبیه‌سازی سناریوهای تحرک دقیق تر و واقعی تری را در نظر می‌گیرند. چنین مدلهایی می‌توانند راه حل‌های با ارزشی را برای موارد پیچیده‌تر بدست آورند. مدل‌های تحرک معمولی شامل موارد زیر هستند:
- مدل نقطه تصادفی
- مدل پیاده‌روی تصادفی
- مدل جهت تصادفی
- ایستگاه بین راهی تصادفی
- مدل گروه مرجع (RPGM)
- مدل تحرک منهتن
- مدل تحرک آزادراه

## معیارها برای مدلهای تحرک
معیارهای مدل تحرک برای بررسی تأثیر مدل‌های تحرک بر عملکرد شبکه‌های موقت تلفن همراه مفید هستند. معیارها به عنوان معیارهای تحرک، معیارهای نمودار اتصال و معیارهای عملکرد پروتکل معمولاً طبقه‌بندی می‌شوند.
- معیارهای تحرک معمولاً در مورد الگوهای تحرک صحبت می‌کنند. اینها شامل وابستگی فضایی، وابستگی زمانی، سرعت نسبی و محدودیت‌های جغرافیایی است.
- معیارهای نمودار اتصال در مورد تعداد تغییرات پیوند، مدت زمان پیوند، طول مسیر و در دسترس بودن مسیر صحبت می‌کنند.
- معیارهای عملکرد پروتکل در مورد توان سربار و مسیریابی صحبت می‌کنند.